# 张曙 (1908年)
張曙（1908年9月18日—1938年12月24日），原名張恩襲，安徽歙縣人，中國音樂家。

## 生平

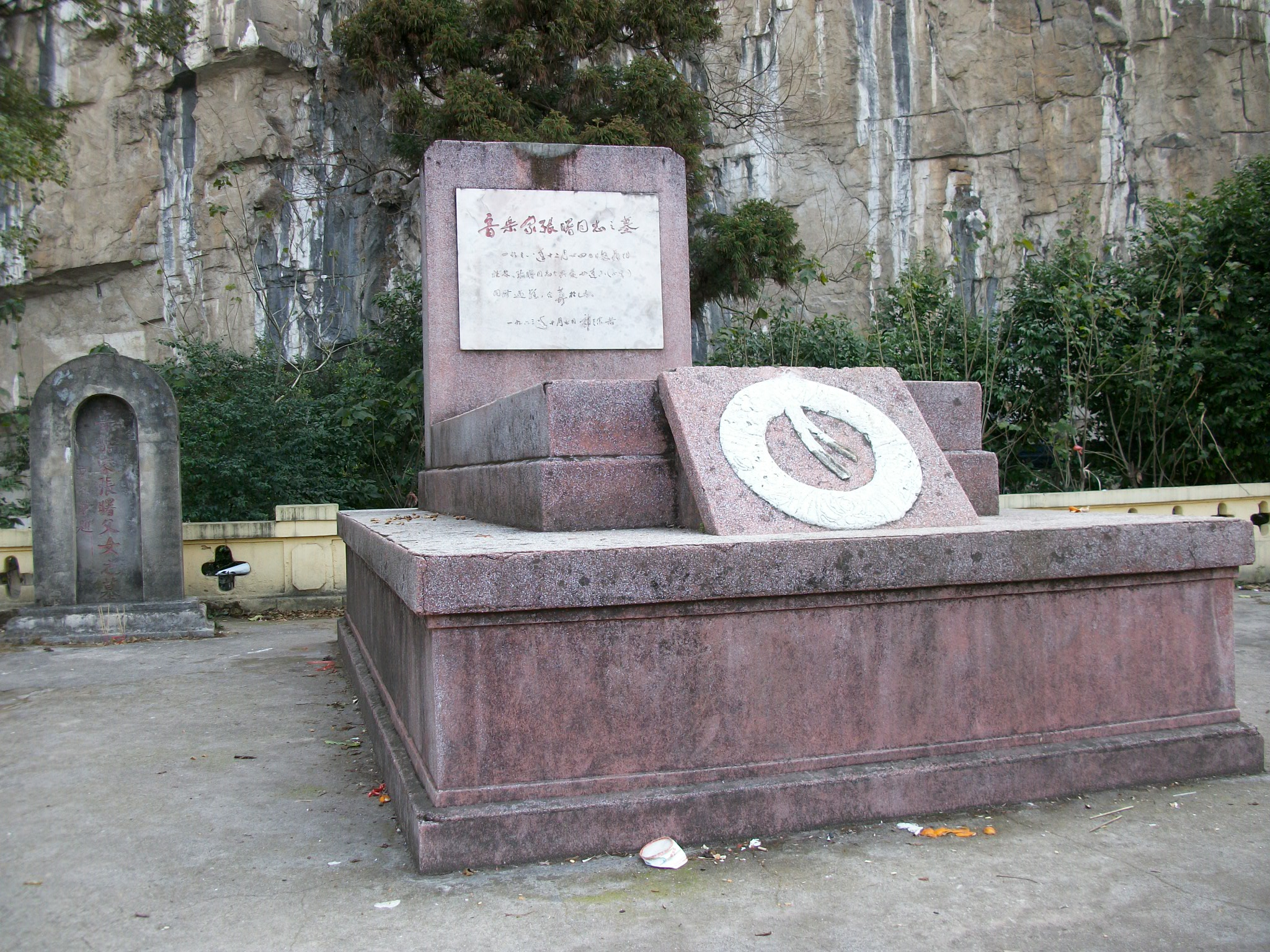
张曙墓

他從小受徽戲音樂的熏陶，8歲時已能操琴為徽戲伴奏。1927年，考入上海藝術大學，加入田漢創辦的「南國社」。次年，考入上海國立音樂學院，主修聲樂，副修大提琴、鋼琴、琵琶和作曲。1930年，因參加進步活動而被捕入獄。
1933年，加入中國共產黨。同年，與聶耳、任光等組織「蘇聯之友社」，研究、探討中國歌曲創作的發展，並積極投入社會上的革命音樂活動。
抗日戰爭爆發後，與冼星海等人組織了「全國歌詠協會」，翌年，參加了以郭沫若為領導的中國國民黨軍事委員會政治部第三廳，在武漢積極開展抗日救亡歌詠活動。1938年12月，他隨第三廳遷往桂林，繼續堅持抗日救亡歌咏运动。1938年12月24日，他与爱女张达真在日本飛機轟炸身亡，享年30歲。
张曙墓位于今桂林市七星区。